# 父母ヶ浜

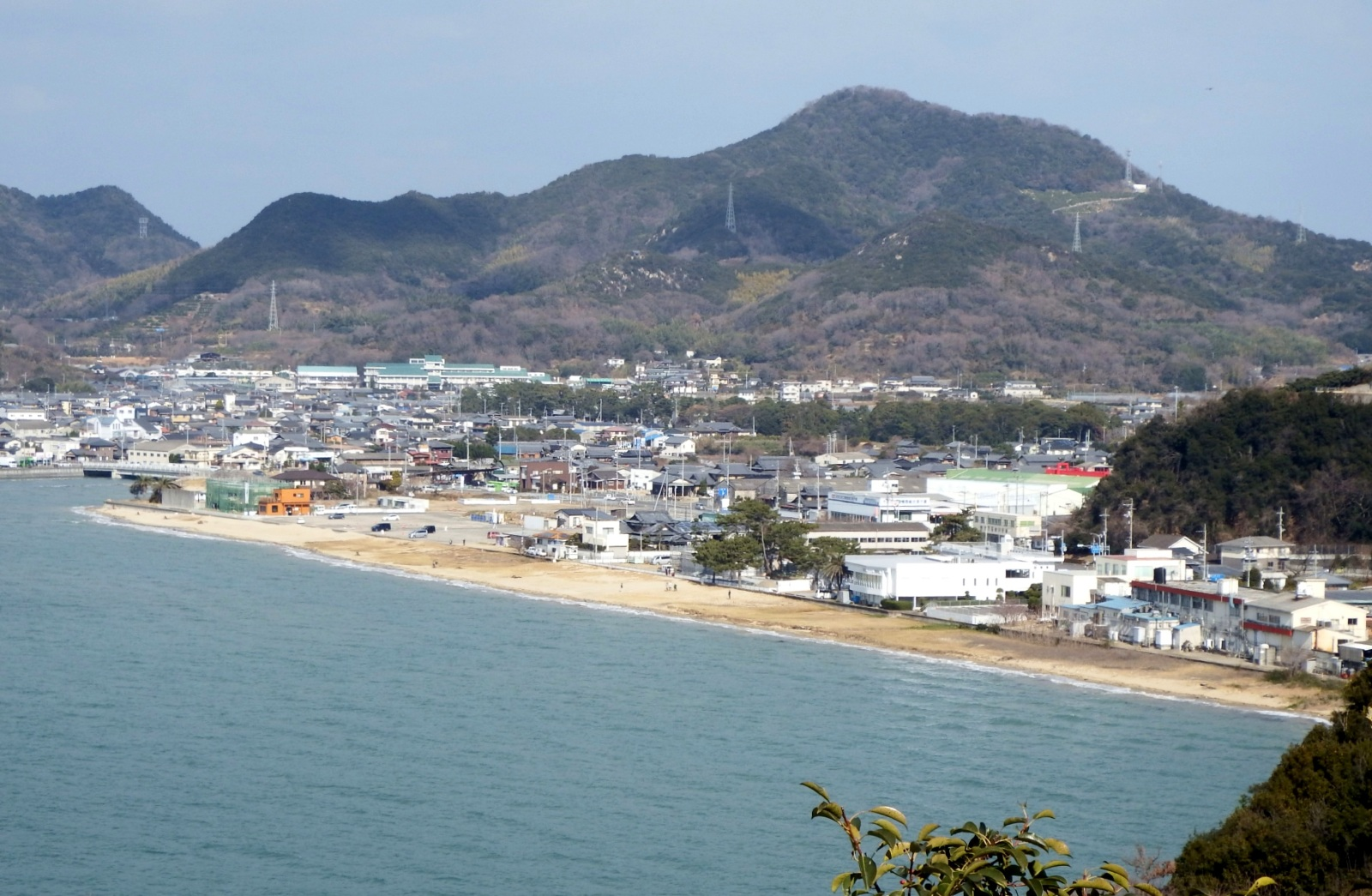
父母ヶ浜

父母ヶ浜（ちちぶがはま）は、香川県三豊市仁尾町にある燧灘に面した海岸で古くから海水浴場として知られている。四国八十八景70番に、「日の入り前のマジックアワー父母ヶ浜の夕日」として選定されている。
2010年代には水面が鏡面状に見えるウユニ塩湖のような写真を撮影できるとしてSNSを中心に人気が出ており、新たな観光地として注目されている。ブームにあやかり周囲にはカフェなどの出店が相次いでいる。
- 所在地：香川県三豊市仁尾町仁尾乙203-3北緯34度11分18.46秒 東経133度38分56.69秒

## 写真撮影
三豊市観光交流局のサイトでは「風が凪ぐ日の入り前後約30分間のマジックアワー」であり、かつ「日没が干潮の前後となる時期」に美しい写真が撮影できるとしている。日没時刻は三豊市観光交流局のサイトで、干潮時刻は気象庁のサイトで確認できる（最寄りの観測点は多度津）。

## ギャラリー

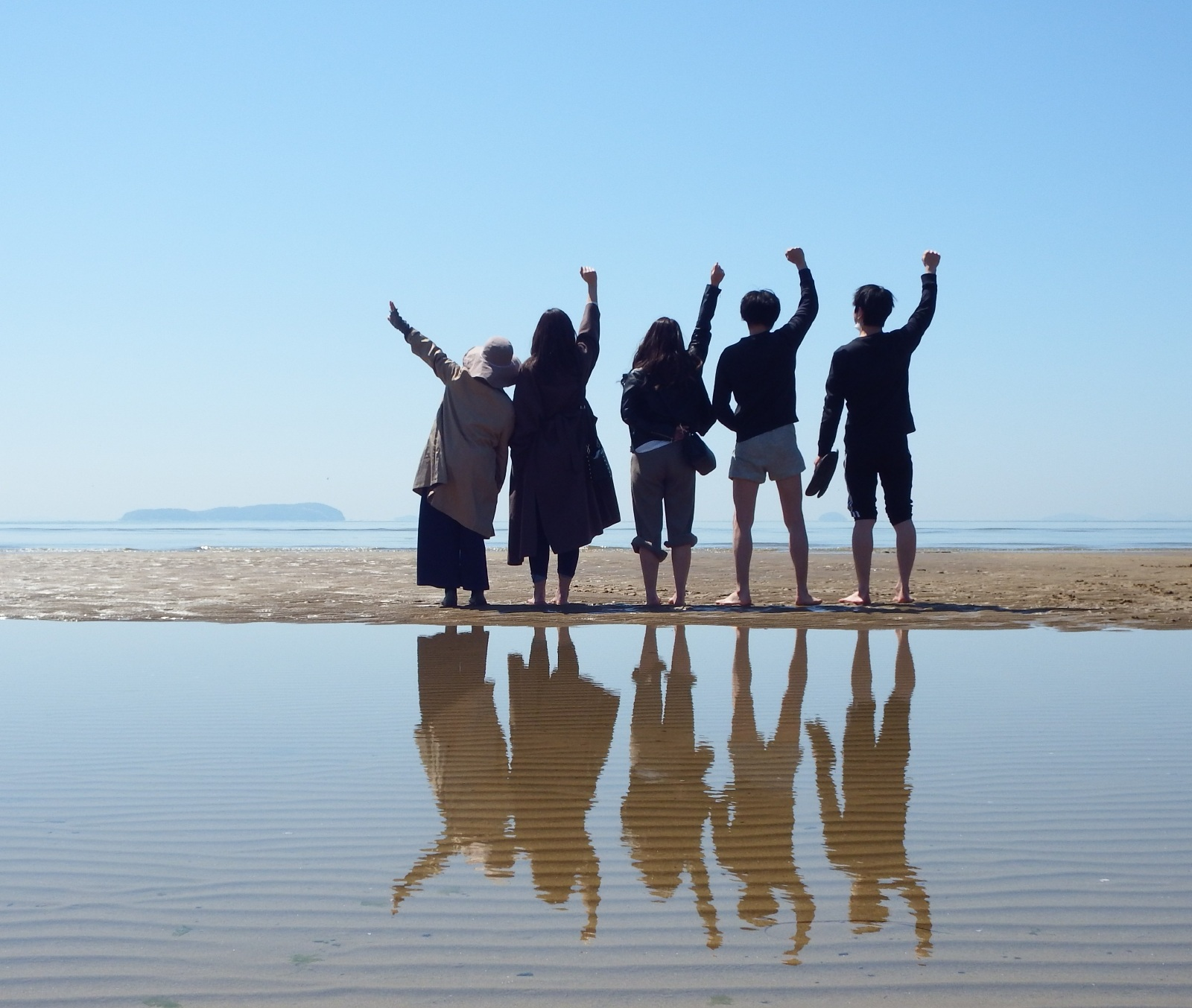
父母ヶ浜 西の風景
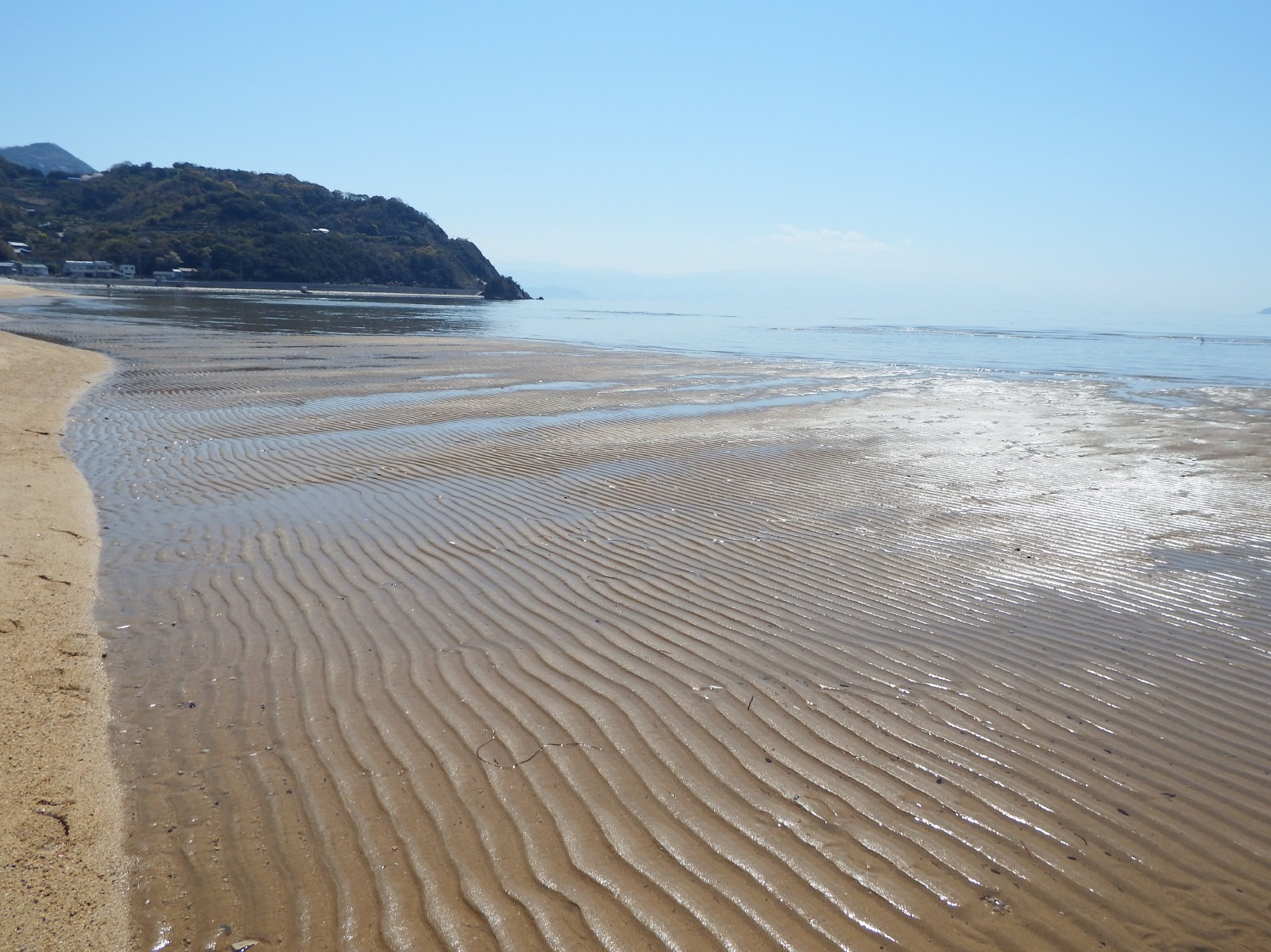
父母ヶ浜 南の風景
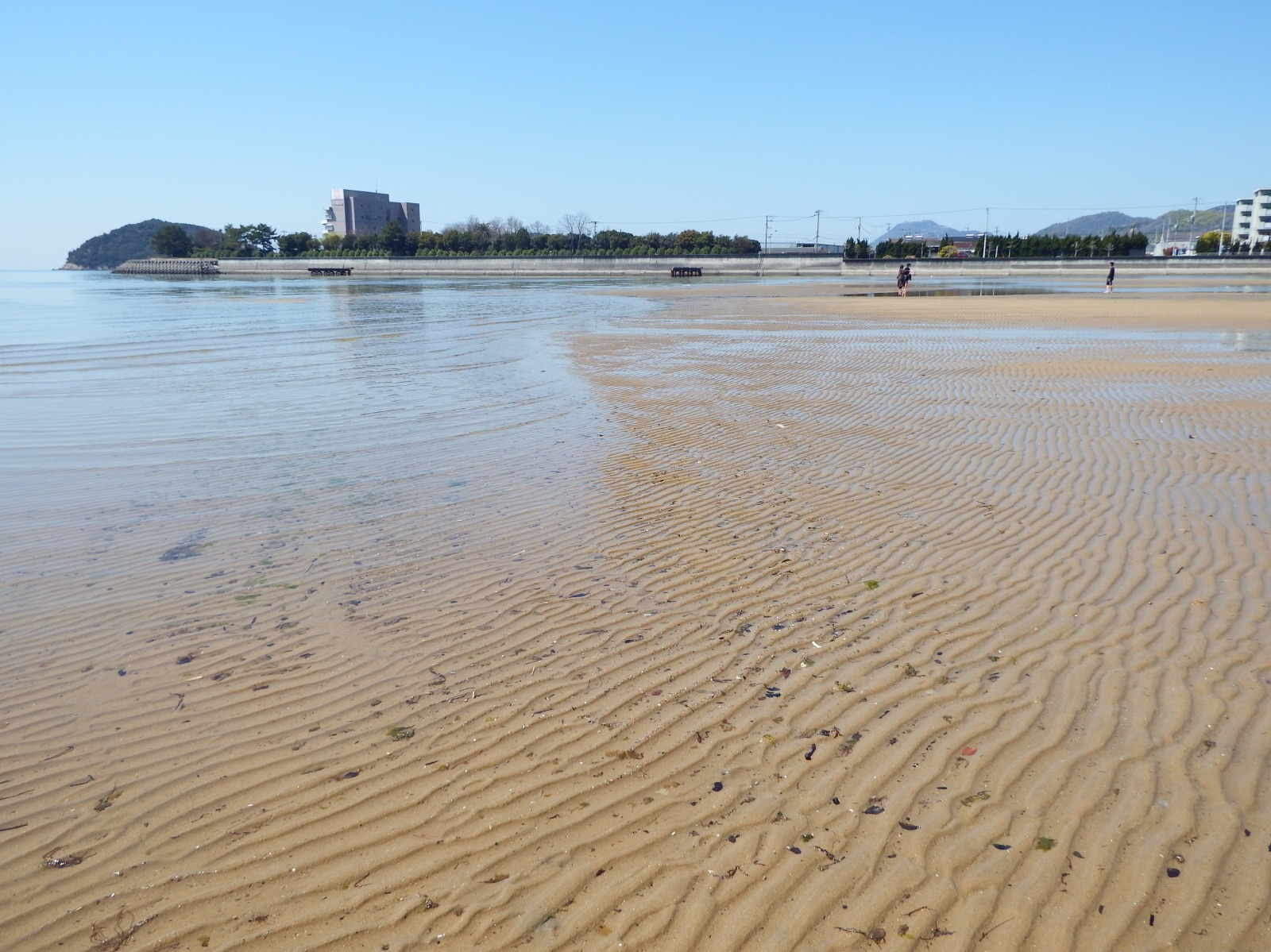
父母ヶ浜 北の風景
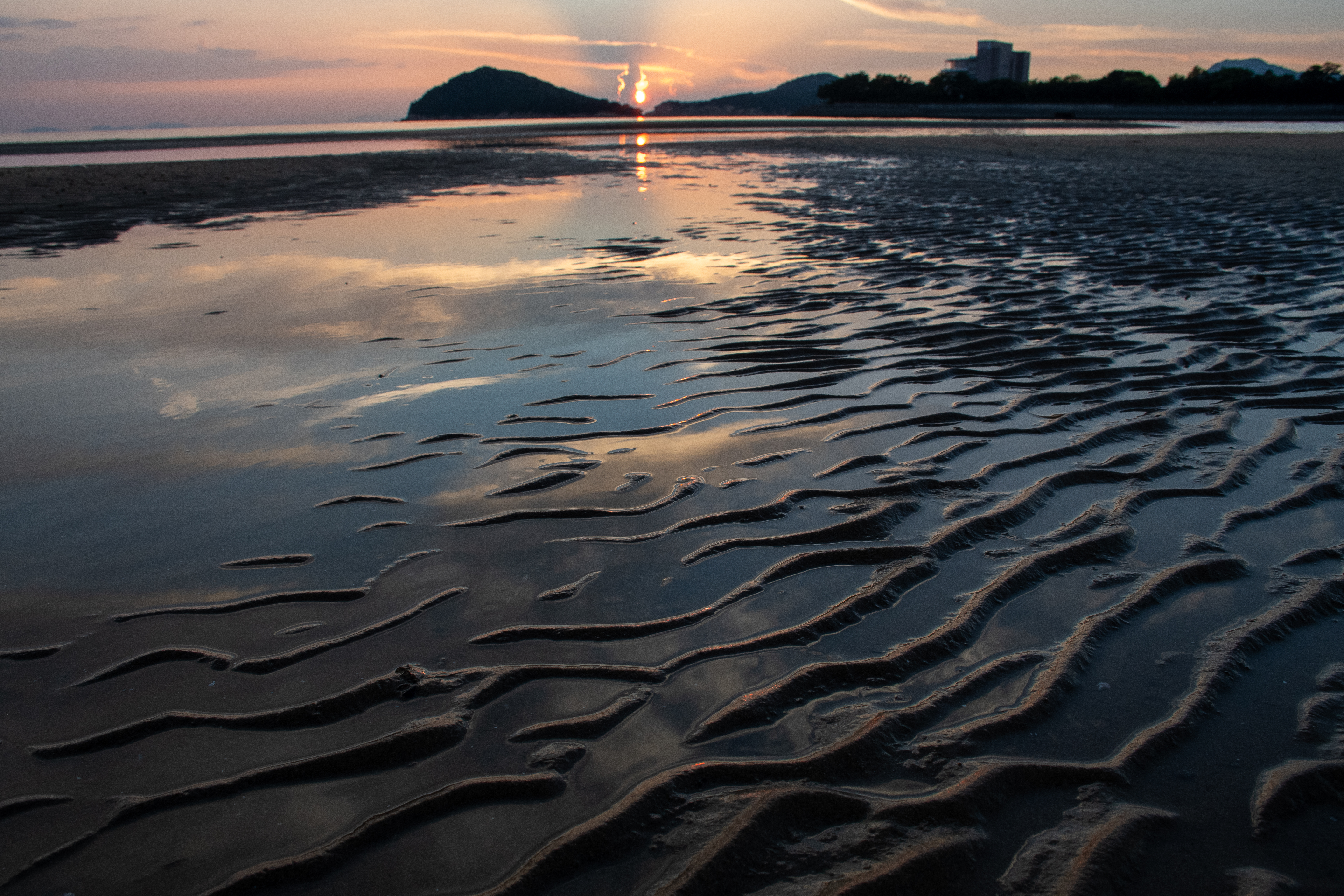
日没時の夕景

## アクセス
道路
- 高松自動車道さぬき豊中インターチェンジより約20分、または三豊鳥坂インターチェンジより約20分[1]

公共交通
予讃線詫間駅より、三豊市コミュニティバス
- 仁尾線 父母ヶ浜バス停下車すぐ（休日運休）[1]
- 高瀬仁尾線 仁尾庁舎前バス停下車、徒歩約15分（休日運休）

仁尾線では毎年4月から9月末まで父母ヶ浜→詫間駅の臨時バスが運転されている。
ツアーバス
琴平バス（コトバス）が琴平駅前発詫間駅経由のツアーバスを日没時間帯に合わせて運行。Web予約も行っている。